# Csintalan Alajos
Csintalan Alajos (1827. november 23. – Nagyvárad, 1887. október 11.) katolikus pap.

## Élete
Iskolái elvégezte után 1851-ben nyár derekán misés pappá szenteltetett; azután az egri egyházmegyében Arlón és Jászberényben káplánkodott; 1857-ben a kékesi parókiába helyezték, amelyet 1863-ban az ajákival cserélt föl. 1887-ben nyugalomba vonult, Nagyváradra költözött, s még abban az évben elhunyt.

## Munkái
Szépirodalommal, különösen költészettel foglalkozott és népies beszélyeket és verseket írt a Katolikus Néplapba, Tanodai Lapokba, s az Eger c. hírlapba.